# Saturação
Em colorimetria e também no modelo de cor HSV (ou HSB), saturação ou grau de pureza da cor é um parâmetro que especifica a qualidade de um matiz de cor pelo grau de mesclagem do matiz com a cor branca, sendo usual referir-se também à reflectância da amostra como um atributo daquela cor. As outras modalidades são o matiz e a luminosidade; às vezes usa-se uma quarta dimensão, o canal alfa.

No modelo de cor HSL, saturação é a proporção de quantidade de cor em relação à cor cinza média. Quanto menos cinza na composição da cor, mais saturada ela é. Nesse modelo, a luminosidade é um atributo da cor independentemente do seu grau de pureza.
No modelo HSL, a redução da saturação transforma a cor em cinza médio. De modo similar aos aparelhos de TV que transformam uma imagem a cores em branco-e-preto simplesmente diminuindo a saturação. 
| matiz 100% puro | 75% de saturação | saturação média | 25% de saturação | 0% de saturação |

| matiz 100% puro | 75% de saturação | saturação média | 25% de saturação | 0% de saturação |

## Graduação da saturação
O ponto de partida é a graduação decimal ou centígrada em que a escala vai de 0 até 1 ou de 0 até 100, mas a graduação varia de aplicativo para aplicativo. No sistema operacional Microsoft Windows a escala vai de 0 a 255 enquanto no aplicativo Paint, que o sistema tem por acessório, a escala vai de 0 a 240. 
Seja de que forma for, no modo HSV uma cor é tornada mais escura manipulando-se sua brilhância. Para torná-la mais clara, manipula-se sua saturação. No modelo HSL, uma cor vai do escuro para o claro pela manipulação de sua luminosidade. Neste modelo, a redução da saturação apenas transforma a cor em cinza médio. 

## Aplicações
A saturação de cor é manipulada por pintores que mesclam cor branca ou preta à cor pura, o que leva os aplicativos de edição de imagens e de emulação de pintura a priorizarem a apresentação de cores dentro de um modelo HSV. Neste modelo, as cores aparecem estreitamente relacionadas com a cor branca.
A saturação está presente nos aparelhos de TV comuns, e seu usuário pode manipulá-la para transformar a imagem a cores em imagem preto-e-branco. O modelo HSL possibilita variar a luminosidade mantendo constante a pureza da cor, de modo conveniente à representação de objetos tridimensionais e à animação gráfica. 

## Cálculo da saturação a partir de valores RGB
Os modelos HSV e HSL são derivativos paramétricos do espaço RGB que é vetorial. A conversão de valores RGB para valores de saturação (no modelo HSL) pode ser feita seguindo a seguinte fórmula:
{\displaystyle s={\begin{cases}0&{\mbox{se }}\max =\min \\{\frac {\max -\min }{\max +\min }}={\frac {\max -\min }{2l}},&{\mbox{se }}l\leq {\frac {1}{2}}\\{\frac {\max -\min }{2-(\max +\min )}}={\frac {\max -\min }{2-2l}},&{\mbox{se }}l>{\frac {1}{2}}\end{cases}}}